# Getberget och Notholmen
Getberget och Notholmen var en av Statistiska centralbyråns avgränsad och namnsatt småort i Håbo kommun. Den omfattade bebyggelse i orterna Getberget och Notholmen i Kalmar socken, belägna omkring fem kilometer söder om centrala Bålsta. Orterna ligger vid Mälaren och är tidigare fritidshusområden, som fått ett allt större inslag av permanentboende och försetts med kommunalt vatten och avlopp.
Vid SCB:s ortsavgränsning 2018 klassades bebyggelsen som en del av tätorten Råby och småorten avregistrerades